# 韓国FAカップ
コリアカップ（韓: 코리아컵、英: Korea Cup）は、韓国におけるサッカーのカップ戦である。以前の正式名称はFAカップ（エフエーカップ、韓: FA컵、英: FA Cup）であり、日本では韓国FAカップとも呼ばれていたが、イングランドのFAカップと名称が同一で混乱を招くなどの理由で2024年大会からコリアカップに改称された。韓国の銀行であるハナ銀行がスポンサーとして協賛しており、ハナ銀行コリアカップとも呼称される。

## 概要
2001年から、アマチュアの大会であった全国サッカー選手権大会が統合された。基本的に1回勝負のノックアウト方式のトーナメントで行われるが、2016年より決勝戦のみホーム・アンド・アウェー方式で実施されている。また、優勝クラブは2001年まではアジアカップウィナーズカップへの出場権を得る事が出来た。2002年にアジアカップウィナーズカップがアジアクラブ選手権と統合して、AFCチャンピオンズリーグになると、この大会への出場権が優勝クラブに与えられる事になった。
2024年大会から準決勝がホーム・アンド・アウェーになり、決勝はソウルワールドカップ競技場での一発勝負に変更された。優勝クラブにはAFCチャンピオンズリーグ2リーグステージの出場権が与えられる。

### 参加クラブ
大会の参加クラブは以下の通りである（2014年大会時点）
- Kリーグクラシック全クラブ（4回戦から）
- Kリーグチャレンジ全クラブ（3回戦から）
- ナショナルリーグ全クラブ（3回戦から）
- K3リーグ全クラブ（上位2クラブは3回戦から、残りは2回戦から）
- 大学クラブ（上位10クラブは2回戦から、11～20位クラブは1回戦から）
- 国民生活体育全国サッカー連合会所属推薦10クラブ（1回戦から）

### 開催時期
例年Kリーグ終了後の11月および12月に開催され、決勝は12月中旬に行われてきた。しかし、寒い時期の開催は観客動員数などで大きな問題を抱え、長年サッカーファンの批判を浴びてきた。そのため、2006年大会以降はファンの長年の要望を受け入れる形で、春からの通年開催となった。2014年大会は3月22日より11月23日までの期間で開催された。

## 結果

### 歴代優勝クラブ
| 年   | 優勝クラブ               | スコア                                     | 準優勝クラブ             |
| ---- | ------------------------ | ------------------------------------------ | ------------------------ |
| 1996 | 浦項アトムズ             | 0-0 (PK7-6)                                | 水原三星ブルーウィングス |
| 1997 | 全南ドラゴンズ           | 1-0                                        | 天安一和天馬             |
| 1998 | 安養LGチータース         | 2-1                                        | 蔚山現代ホランイ         |
| 1999 | 天安一和天馬             | 3-0                                        | 全北現代ダイノス         |
| 2000 | 全北現代モータース       | 2-0                                        | 城南一和天馬             |
| 2001 | 大田シチズン             | 1-0                                        | 浦項スティーラース       |
| 2002 | 水原三星ブルーウィングス | 1-0                                        | 浦項スティーラース       |
| 2003 | 全北現代モータース       | 2-2 (PK4-2)                                | 全南ドラゴンズ           |
| 2004 | 釜山アイコンス           | 1-1 (PK4-3)                                | 富川SK                   |
| 2005 | 全北現代モータース       | 1-0                                        | 蔚山現代尾浦造船         |
| 2006 | 全南ドラゴンズ           | 2-0                                        | 水原三星ブルーウィングス |
| 2007 | 全南ドラゴンズ           | 6-3 (合計)                                 | 浦項スティーラース       |
| 2008 | 浦項スティーラース       | 2-0                                        | 慶南FC                   |
| 2009 | 水原三星ブルーウィングス | 1-1 (PK4-2)                                | 城南一和天馬             |
| 2010 | 水原三星ブルーウィングス | 1-0                                        | 釜山アイパーク           |
| 2011 | 城南一和天馬             | 1-0                                        | 水原三星ブルーウィングス |
| 2012 | 浦項スティーラース       | 1-0                                        | 慶南FC                   |
| 2013 | 浦項スティーラース       | 1-1 (PK4-3)                                | 全北現代モータース       |
| 2014 | 城南FC                   | 0-0 (PK4-2)                                | FCソウル                 |
| 2015 | FCソウル                 | 3-1                                        | 仁川ユナイテッドFC       |
| 2016 | 水原三星ブルーウィングス | 2-1 (1st), 1-2 (2nd) 3-3 (合計), 10-9 (PK) | FCソウル                 |
| 2017 | 蔚山現代                 | 2-1 (1st), 0-0 (2nd) 2-1 (合計)            | 釜山アイパーク           |
| 2018 | 大邱FC                   | 2-1 (1st), 3-0 (2nd) 5-1 (合計)            | 蔚山現代                 |
| 2019 | 水原三星ブルーウィングス | 0-0 (1st), 4-0 (2nd) 4-0 (合計)            | 大田コレイル             |
| 2020 | 全北現代モータース       | 1-1 (1st), 2-1 (2nd) 3-2 (合計)            | 蔚山現代                 |
| 2021 | 全南ドラゴンズ           | 0-1 (1st), 4-3 (2nd) 4-4 (合計)(AGG)       | 大邱FC                   |
| 2022 | 全北現代モータース       | 2-2 (1st), 3-1 (2nd) 5-3 (合計)            | FCソウル                 |
| 2023 | 浦項スティーラース       | 4-2                                        | 全北現代モータース       |

### クラブ別優勝回数
| クラブ名                 | 優勝 | 準優勝 | 優勝年                       | 準優勝年         |
| ------------------------ | ---- | ------ | ---------------------------- | ---------------- |
| 浦項スティーラース       | 5    | 3      | 1996, 2008, 2012, 2013, 2023 | 2001, 2002, 2007 |
| 全北現代モータース       | 5    | 3      | 2000, 2003, 2005, 2020, 2022 | 1999, 2013, 2023 |
| 水原三星ブルーウィングス | 5    | 3      | 2002, 2009, 2010, 2016, 2019 | 1996, 2006, 2011 |
| 全南ドラゴンズ           | 4    | 1      | 1997, 2006, 2007, 2021       | 2003             |
| 城南FC                   | 3    | 3      | 1999, 2011, 2014             | 1997, 2000, 2009 |
| FCソウル                 | 2    | 3      | 1998, 2015                   | 2014, 2016, 2022 |
| 蔚山HD FC                | 1    | 3      | 2017                         | 1998, 2018, 2020 |
| 釜山アイパーク           | 1    | 1      | 2004                         | 2010             |
| 大邱FC                   | 1    | 1      | 2018                         | 2021             |
| 大田ハナシチズン         | 1    | 0      | 2001                         | —                |
| 慶南FC                   | 0    | 2      | —                            | 2008, 2012       |
| 済州ユナイテッドFC       | 0    | 1      | —                            | 2004             |
| 蔚山現代尾浦造船         | 0    | 1      | —                            | 2005             |
| 仁川ユナイテッドFC       | 0    | 1      | —                            | 2015             |
| 大田コレイル             | 0    | 1      | —                            | 2019             |